# Castanheira (Mato Grosso)
Castanheira es un municipio brasilero del estado de Mato Grosso. Se localiza a una latitud 11º07'57" sur y a una longitud 58º36'09" oeste, estando a una altitud de 400 metros. Su población estimada en 2004 era de 7.186 habitantes.
Posee un área de 3789,94 km².